# Die Geister-Ranch und andere Storys
Die Geister-Ranch und andere Storys (frz. Le Ranch maudit) ist ein Lucky-Luke-Album von 1986. Es enthält vier Kurzgeschichten, gezeichnet von Morris und getextet von Claude Guylouis und Xavier Fauche/Jean Léturgie.

## Inhalt
- Die Geister-Ranch (Text: Claude Guylouis): Miss Bluemarket kauft die Bates-Ranch, in der es spuken soll. Lucky Luke kann herausfinden, dass der Verkäufer des Hauses hinter den Spuk-Attacken steckt, um das Gebäude wieder billig zurückzukaufen.
- Die Hellseherin (Text: Fauche/Léturgie): Ein Mann in Frauenkleidern betätigt sich als Hellseherin und kann auf diese Weise Geheimnisse der Kundschaft entlocken. Lucky Luke kann einen Überfall auf die Bank verhindern und die Hellseherin und ihren Komplizen ins Gefängnis bringen.
- Die Statue (Text: Claude Guylouis): Zu Ehren von Lucky Luke soll eine Monumentalstatue errichtet werden. Der Künstler Michelangelo jr. fertigt jedoch ein Bildnis seines Pferdes Jolly Jumper, dem wahren Helden des amerikanischen Westens.
- Die Rutsche (Text: Fauche/Léturgie): Carl Huebner hat eine wassergeführte Riese zum Holztransport entwickelt. Diese wird jedoch ständig von Butterfield sabotiert, da er das Monopol auf den Holzhandel halten möchte. Da Lucky Luke Butterfield und dessen Gang stoppen kann, wird Huebner das Patent erteilt.

## Veröffentlichung
Die Geschichten wurde erstmals 1986 in Télé Star und bei Dargaud als Album veröffentlicht. In Deutschland erschien das Album erstmals 1989 beim Delta Verlag als Band Nr. 58 der Serie.